# Служба порядка (нацистская Германия)
Служба порядка (нем. Ordnungsdienst, сокр. «OD», о́ди) — разновидность подразделений вспомогательной полиции Третьего рейха, так называемых, «хиви», действовавших на оккупированных территориях СССР в тыловом районе группы армий «Центр» на востоке Белоруссии, в Смоленской и Брянской областях, сформированных из местного гражданского населения, в основном, из числа белорусских националистов, а также военнопленных советских граждан и эмигрантов белорусского происхождения.
В группе армии «Север» отряды «хиви» были известны как «местные боевые соединения» (нем. Einwohnerkampfverbände), а в группе армии «Юг» как «вспомогательные охранные части» (нем. Hilfswachmannschaften).
Главными организаторами мобильных отрядов службы порядка, действовавших в тыловом районе группы армий «Центр», стали эмигранты Д. Космович и М. Витушка.
В целях привлечения населения к антипартизанской борьбе использовались такие меры, как освобождение от повинностей и налогов, запрет реквизиций. Из местных были организованы конные и пешие отряды по 100—150 человек, командирами которых назначались офицеры, специально освобождённые из лагерей военнопленных. Постепенно формировалась система охраны важных объектов, создавалась система полицейских батальонов. Общая численность отрядов «оди» в Смоленском округе выросла до 3000 человек.